# 두머
두머(Doomer)는 인구 과잉 , 석유 부족, 기후 변화, 환경 오염, 핵무기 및 인공 지능 발달과 같은 사회 현상에 대해 극도로 비관적이거나 운명론적인 사람들을 설명하기 위해 주로 인터넷에서 발생한 용어이다 . 일부 파멸론자들은 이러한 문제가 인류의 멸종을 가져올 가능성이 있다고 주장한다.

## 같이 보기
- 아나르코원시주의
- 로마 클럽
- 사이버 문화
- 기상학
- 천년왕국설